# بیوت (نبراسکا)
بیوت(به انگلیسی: Butte) شهری در ایالت نبراسکا کشور ایالات متحده آمریکا است که جمعیت آن در سرشماری سال ۲۰۱۰ میلادی، ۳۲۶ نفر بوده‌است.